# Київська культура

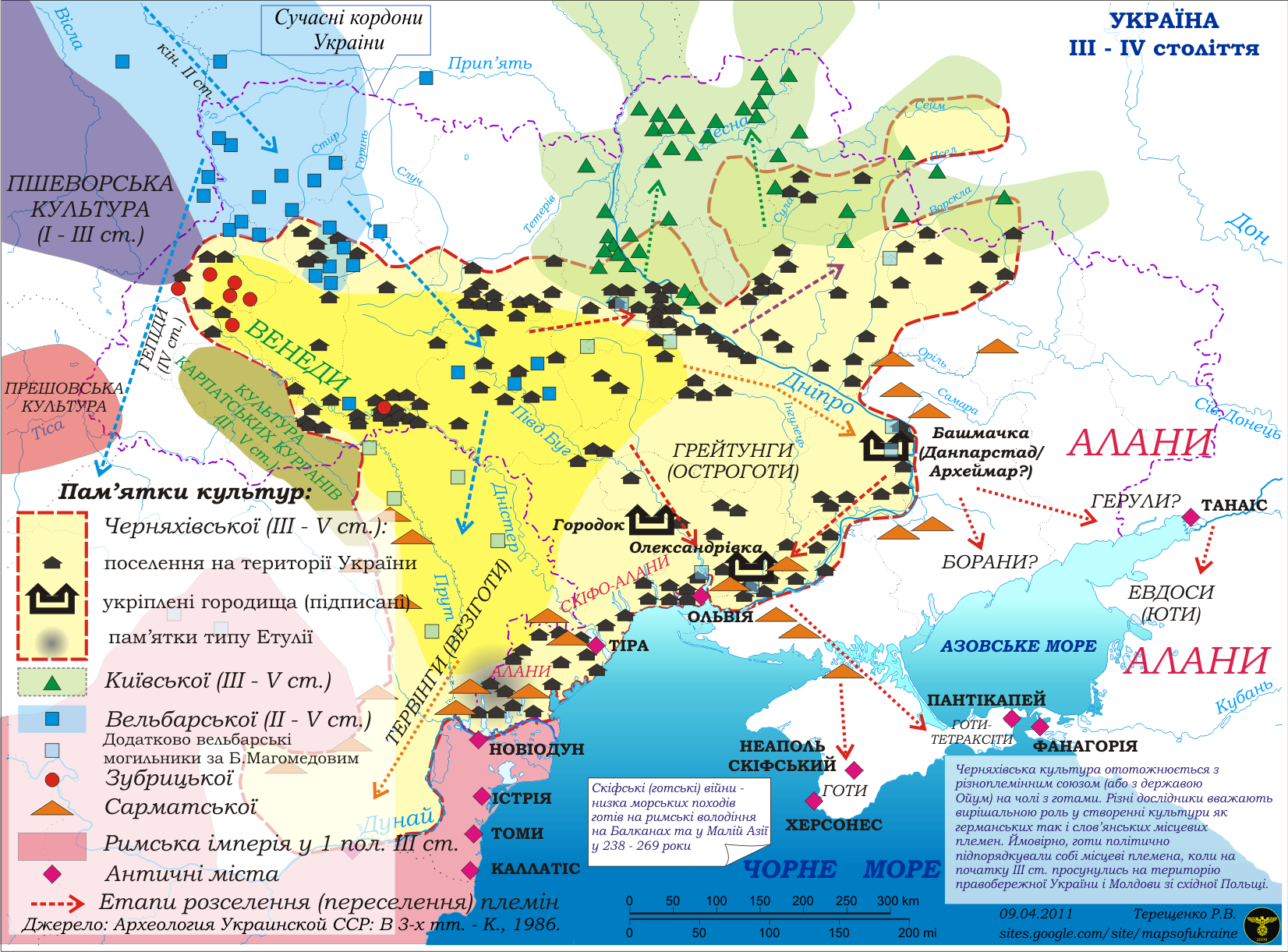
Положення на 300 рік

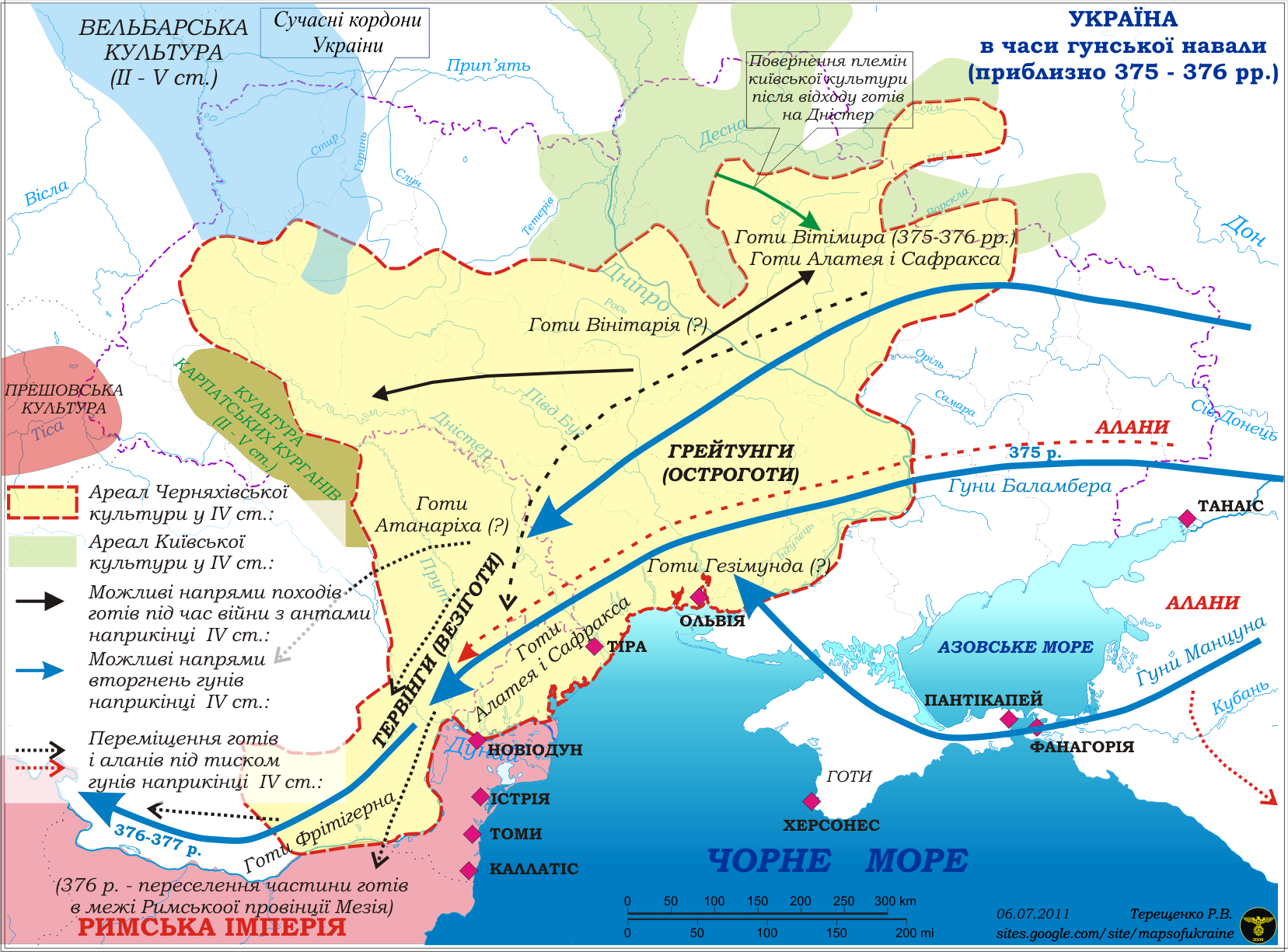
Положення на 375 рік

Ки́ївська культу́ра — археологічна культура, що існувала з рубежу II–III ст. до 2-ї половини V ст. на території північно-східної України і сусідніх районах Білорусі та Росії. Вперше, на основі знайдених поблизу Києва старожитностей, виокремлена Валентином Даниленком наприкінці 50-х — на початку 60-х років.